# Modo de producción socialista

Karl Marx y Friedrich Engels.

En el marxismo, el modo de producción socialista o simplemente socialismo, es bajo la teoría del materialismo histórico una primera fase de la sociedad comunista, sustituyendo así al modo de producción capitalista, que exige la abolición de las clases sociales y la supresión de la propiedad privada de los medios de producción. Algunos de los principales teóricos, postularon además otras fases intermedias que denominaron de diferente manera. Marx desarrolló la teoría socialista dotándole un carácter científico al aplicar un análisis materialista frente al idealismo del socialismo utópico. A lo largo del siglo XIX, se usaron los términos "comunismo" y "socialismo" como sinónimos. Marx y Engels usaron en un principio usaron el término "comunismo" porque representaba más a la clase obrera, pero luego cambiaron a "socialismo". No fue sino hasta la Revolución Bolchevique que el término socialismo llegó a referirse a la etapa previa del comunismo.
El socialismo se define principalmente como un modo de producción donde el criterio para la producción económica es el valor de uso, y se basa directamente en la producción para el uso coordinado a través de la planificación económica, donde la ley del valor ya no dirige a la actividad económica y monetaria, por ende las relaciones en forma de valor de cambio, ganancia, intereses y el trabajo asalariado ya no funcionan. Los ingresos se distribuyen de acuerdo a la Contribución individual de cada uno. Las relaciones sociales del socialismo se caracterizan porque la clase obrera tiene el control de los medios de producción y de los medios de subsistencia a través de la propiedad social, por lo que el excedente social repercute en la clase obrera o a la sociedad en conjunto.
Aunque Karl Marx y Friedrich Engels escribieron muy poco sobre el socialismo y no dieron ningún detalle sobre cómo podría organizarse, los numerosos economistas neoclásicos, científicos sociales utilizaron la teoría de Marx como base para desarrollar sus propios modelos y propuestas de sistemas económicos socialistas. Esta fase de transición fue analizada por marxistas como Lenin, Trotski, Rosa Luxemburgo, Mao Zedong, Che Guevara y Paul Sweezy, los cuales postularon nuevas y diferentes fases intermedias. La visión marxista del socialismo sirvió como punto de referencia durante el debate del cálculo socialista.

## Término
Según El manual de Oxford de Karl Marx, "Marx usó muchos términos concisos  para referirse a una sociedad poscapitalista: humanismo positivo, socialismo, comunismo, reino de la individualidad libre, asociación libre de productores, etc. Usó estos términos de manera completamente intercambiable. La noción de que 'socialismo' y 'comunismo' son etapas históricas distintas, ajenas a su obra y sólo entró en el léxico del marxismo después de su muerte". El mismo Marx no utilizó el término socialismo para referirse a este desarrollo. En cambio, Marx la llamó una sociedad comunista que aún no ha alcanzado su etapa superior. El término socialismo fue popularizado durante la Revolución Rusa por Vladimir Lenin. Este punto de vista es coherente con los primeros conceptos del socialismo en los que la ley del valor ya no dirige la actividad económica y ayudó a informar. Las relaciones monetarias en forma de valor de cambio, ganancias, intereses y trabajo asalariado no funcionarían ni se aplicarían al socialismo marxista.
Engels explicó en el prólogo del Manifiesto Comunista de 1890 que “socialismo” designaba un movimiento burgués, el “comunismo” un movimiento obrero debido a que en aquellos años «la parte de los obreros que, convencida de la insuficiencia de las revoluciones meramente políticas, exigía una transformación radical de la sociedad, se llamaba entonces comunista» mientras que la mayoría de los que se hacían llamar «socialistas» «se hallaban fuera del movimiento obrero y buscaban apoyo más bien en las clases "instruidas"», «y como nosotros ya en aquel tiempo sosteníamos muy decididamente el criterio de que "la emancipación de la clase obrera debe ser obra de la clase obrera misma", no pudimos vacilar un instante sobre cuál de las dos denominaciones procedía elegir».
Después de 1848, Marx y Engels cambiaron al uso del término "socialismo", para significar exactamente lo que antes habían querido decir con "comunismo". En 1888, el socialismo era de uso general entre los marxistas y fue utilizado para significar lo que antes se había entendido por el término menos popular y más restringido. El programa de Erfurt de Karl Kautsky de 1891 explicó:

Solo la transformación de la propiedad privada capitalista de los medios de producción (tierra y suelo, pozos y minas, materias primas, herramientas, máquinas, medios de transporte) en propiedad social y la transformación de la producción de bienes en producción socialista llevada a cabo por y para la sociedad puede hacer que la gran empresa y la productividad en constante crecimiento del trabajo social cambien para las clases hasta ahora explotadas de una fuente de miseria y opresión a una fuente de la mayor asistencia social y universal.

Friedrich Engels en Del socialismo utópico al socialismo científico, define el socialismo como un sistema social y económico caracterizado por el control por parte de la sociedad, organizada con todos sus integrantes, tanto de los medios de producción como de las diferentes fuerzas de trabajo aplicadas hacia los mismos. Engels opina que una “sociedad socialista” debe concebirse en un estado de constante cambio y su diferencia con el orden actual consiste en la producción organizada sobre la base de la propiedad común de la nación de todos los medios de producción. Engels argumentó que el objetivo de un partido socialista es comunista, cuyo último era vencer todo al Estado y superar la democracia burguesa. No fue sino hasta la Revolución Bolchevique de 1917 que el término socialismo llegó a referirse a una etapa previa de transición entre capitalismo y el comunismo.

## Modo de producción
[...]mientras que la lucha de los distintos jefes socialistas entre sí pone de manifiesto que cada uno de los llamados sistemas se aferra pretenciosamente a uno de los puntos de transición de la transformación social, contraponiéndolo a los otros, el proletariado va agrupándose más en torno al socialismo revolucionario, en torno al comunismo, que la misma burguesía ha bautizado con el nombre de Blanqui. Este socialismo es la declaración de la revolución permanente, de la dictadura de clase del proletariado como punto necesario de transición para la supresión de las diferencias de clase en general, para la supresión de todas las relaciones de producción en que éstas descansan, para la supresión de todas las relaciones sociales que corresponden a esas relaciones de producción, para la subversión de todas las ideas que brotan de estas relaciones sociales.
Las luchas de clases en Francia de 1848 a 1850, III. Las consecuencias del 13 de junio de 1849.

El socialismo es un sistema de producción post-mercantil, lo que significa que la producción se orienta al valor de uso (para satisfacer directamente las necesidades humanas, o las demandas económicas) en lugar de producir exclusivamente para generar un beneficio (para maximizar el valor de cambio). La etapa en que la acumulación era viable y eficaz se vuelve insuficiente en la etapa socialista de desarrollo económico y social, llevando a la situación donde la producción se lleva a cabo independientemente de la acumulación de capital de una manera supuestamente planificada. Sin embargo, ha habido otros conceptos de planificación económica, incluida la planificación descentralizada y participativa.
Uno de los principales manuscritos de Marx es una obra póstuma llamada Grundrisse, publicada en 1953. En esta obra, se explora el pensamiento de Marx sobre la producción, el consumo, la distribución, el impacto social del capitalismo. El comunismo se considera un modelo vivo para los humanos después del capitalismo. El énfasis está en la distribución justa de bienes, la igualdad y el entorno óptimo para que los humanos vivan y se desarrollen a sus mejores capacidades (arte, política y filosofía, entre otros) para alcanzar la felicidad y satisfacer necesidades intrínsecas. El objetivo de Marx era diseñar un sistema social que eliminara las diferencias de clases entre el proletariado y la burguesía. Al hacerlo, desaparecen las tensiones y las diferencias de poder que obligan a los trabajadores a trabajar en malas condiciones por salarios bajos. Según Marx, el capitalismo es un sistema garantizado para colapsar porque las grandes empresas comprarían pequeñas empresas, lo que lleva al monopolio. En tal escenario, un número muy pequeño de personas controla la mayor parte del dinero y el poder. La pobreza para las masas prevalecería. No se dispondría de capital significativo para comprar productos del sistema de producción capitalista. Marx postuló que si a los trabajadores se les paga lo suficiente como para que todavía puedan comprar productos en un mercado capitalista, se convertirán en contribuyentes esenciales para asegurar la dominación del capitalismo en todo el mundo.
El capitalismo, que se basa en las fuerzas de mercado coercitivas para obligar a los capitalistas a producir valores de uso como un subproducto de la búsqueda del beneficio, la producción socialista se basa en la planificación racional de los valores de uso y decisiones coordinadas de inversión para alcanzar los objetivos económicos. Según esta teoría, gracias a esta planificación, las fluctuaciones cíclicas, que según la teoría marxista son inherentes a la economía de mercado capitalista, no estarán presente en una economía socialista. El valor de un bien en el socialismo es su utilidad física en lugar de su trabajo incorporado, costo de producción y valor de cambio como en un sistema capitalista. El socialismo hace uso de sistemas basados en incentivos, por lo que la desigualdad seguiría existiendo, pero cada vez menos. De esta forma, la desigualdad también se reduce y el capital y el poder se distribuyen más ampliamente.

### Fases intermedias
El período en que el capitalismo se vuelve cada vez más insuficiente como sistema económico e inmediatamente después de la conquista proletaria del Estado, un sistema económico que cuenta con elementos tanto del socialismo como del capitalismo, probablemente existirá hasta que tanto las fuerzas productivas de la economía como las actitudes culturales y sociales se desarrollen hasta cumplir los requisitos para una sociedad socialista plena (una que ha perdido la necesidad del valor monetario, el trabajo asalariado y acumulación de capital). Específicamente, las relaciones de mercado seguirán existiendo, pero las unidades económicas son, o bien nacionalizadas o re-organizadas en cooperativas. Esta fase de transición es a veces conocida como "capitalismo de Estado" o "socialismo de mercado".
En la Crítica del Programa de Gotha, Marx sostenía que entre la sociedad capitalista y la sociedad comunista existe un período de transformación revolucionaria. En esta fase la jornada laboral se compone de la cantidad de tiempo de trabajo rendido y el productor obtiene de la sociedad mediante unos depósitos sociales lo que equivalentemente le ha dado con su trabajo. En este sentido, reina el mismo principio que regula el intercambio de mercancías. Por otro lado, los trabajadores tienen diferentes necesidades y por lo tanto, a igual rendimiento, unos obtienen más que otros.
En El Estado y la revolución escrito por Lenin en 1917, se planteaba que en la primera etapa del comunismo, que reconocía como socialismo, no podrá proporcionar todavía justicia ni igualdad, “(...) pero no será posible ya la explotación del hombre por el hombre, puesto que no será posible apoderarse, a título de propiedad privada, de los medios de producción”.
Por su parte, Mao Zedong planteaba que la revolución china se debía dividir en dos etapas. Primero, la democrática denominada Nueva Democracia porque ya no pertenece a la vieja categoría, la cual según Mao había comenzado en la Revolución de 1911 en China combatiendo al imperialismo y feudalismo. Luego de esta primera etapa, “será el momento de llevar la revolución a su segunda etapa: el establecimiento en China de una sociedad socialista”.
La etapa final del socialismo, se basa en el modelo productivo socialista, pero se diferencia del socialismo propio de la etapa inicial en aspectos fundamentales; mientras socialismo implica propiedad pública (del aparato del estado) o cooperativa (de agrupaciones de trabajadores) de los medios de producción, el comunismo se basaría en propiedad común de los medios de producción. Las diferencias de clase basadas en la propiedad del capital desaparecían, junto con la necesidad de estado. La producción automatizada garantiza una superabundancia de bienes y servicios, y esta permite que los bienes se distribuyan en función de la necesidad y no según criterios de mérito.
Solo en la fase superior de la sociedad comunista, "cuando haya desaparecido la subordinación de los individuos a la división del trabajo y la oposición entre el trabajo intelectual y el manual (para Lenin, esto es una de las fuentes más importantes de la desigualdad social), cuando el trabajo no sea solamente un medio de vida sino una necesidad, cuando crezcan las fuerzas productivas, entonces podrá suprimirse el derecho burgués" y postularse la demanda de Marx: “¡De cada cual, según su capacidad; a cada cual, según sus necesidades!”.

## Relaciones sociales
El objetivo fundamental del socialismo desde el punto de vista de Karl Marx y Friedrich Engels era la realización de la libertad humana y la autonomía individual. Específicamente, esto se refiere a la libertad de la alienación impuesta a los individuos en forma de relaciones sociales coercitivas, así como a la escasez material, por lo que el individuo se ve obligado a participar en actividades simplemente para sobrevivir y reproducirse. El objetivo del socialismo es proporcionar un entorno en el que los individuos sean libres de expresar sus intereses genuinos, libertad creativa y deseos sin obstáculos por formas de control social que obligan a los individuos a trabajar para una clase de propietarios que expropian y viven de los excedentes.
Como conjunto de relaciones sociales, el socialismo se define por el grado en que la actividad económica en la sociedad es planificada por los productores asociados de manera que el producto excedente producido por los activos socializados sea controlado por la mayoría de la población mediante procesos democráticos. Se aboliría la venta de la fuerza de trabajo para que cada individuo participe en la gestión de su institución como partes interesadas o miembros sin que nadie tenga poder coercitivo sobre nadie en una división social vertical del trabajo que debe distinguirse de una división técnica no social del trabajo que todavía existiría en el socialismo. La estructura de incentivos cambia en una sociedad socialista dado el cambio en el entorno social, de modo que el trabajo de los trabajadores individuales se vuelve cada vez más autónomo y creativo, creando un sentido de responsabilidad para su institución como parte interesada.

### El rol del Estado
Según la teoría marxista, el Estado es un mecanismo dominado y utilizado según los intereses de la clase gobernante para subyugar a las otras clases, para legitimar el sistema socioeconómico existente y para promover los intereses de la clase dominante. Luego de la revolución de los trabajadores, estableciendo la denominada dictadura del proletariado, inicialmente el estado se convierte en el instrumento de la clase trabajadora. La conquista de los aparatos estatales por la clase obrera debe tener lugar para establecer un sistema socialista. Como se constituye el socialismo, el papel y el alcance de los cambios de estado como las diferencias de clase (basado en la propiedad pública de los medios de producción) se deterioran gradualmente debido a la concentración de medios de producción en manos del Estado. Desde el punto de que todos los medios de producción se convierten en propiedad del Estado, la naturaleza y la función primordial del Estado iba a cambiar de una de regla de política (a través de la coerción) sobre los hombres, mediante la creación y aplicación de leyes en una administración científica de las cosas y una dirección de los procesos de producción;. que es el Estado se convertiría en una entidad de coordinación económica en lugar de un mecanismo de clase o de control político, y ya no sería un Estado en el sentido marxista. El Estado se extinguirá, cuando los hombres estén habituados a respetar las reglas fundamentales de convivencia y cuando su trabajo sea tan productivo, que trabajen voluntariamente según sus capacidades.